# Ranunculus acaulis
Ranunculus acaulis är en ranunkelväxtart som beskrevs av Joseph Banks och Soland.. Ranunculus acaulis ingår i släktet ranunkler, och familjen ranunkelväxter. Inga underarter finns listade i Catalogue of Life.